# 科紐什基夫
50°8′31″N 25°7′25″E / 50.14194°N 25.12361°E
科紐什基夫（烏克蘭語：Конюшків），是烏克蘭西部的村莊，隸屬利維夫州的佐洛奇夫區。該村面積1.58平方公里，海拔高度219米，2001年人口776，人口密度每平方公里490.52人。